# Шахи наосліп
Шахи наосліп  — варіант шахів, коли гравець грає не дивлячись на шахівницю, або з зав'язаними очима. При цьому він оголошує ходи супротивнику усно. 
Якщо обидва гравці грають наосліп, то в грі бере участь посередник, який переставляє фігури на дошці або записує ходи. 

## Історія
- VIII століття Саїд Бен Джубейр  — перше свідоцтво про гру в шахи з зав'язаними очима. Саїд Бен Джубейр відомий історикам, як учасник повстання проти халіфа Абд-аль-Маліка. Повстання зазнало невдачі, а Саїд Бен Джубейр був страчений 714 року[3].
- XIV — XV століття  — Алі аш-Шатранджі міг одночасно грати чотири партії наосліп[4].
- XVIII століття Філідор проводить сеанс одночасної гри наосліп на трьох шахівницях[5] (про це як про сенсацію повідомили у французькій «Енциклопедії» Дені Дідро і д'Аламбер, 1757).
- Пол Морфі зіграв наосліп сеанс одночасної гри з 8 найсильнішими шахістами Парижа 1858 року (+6-1=1), пізніше збільшив своє досягнення до 10 шахівниць.
- Чигорін  — російський шахіст  — 1889 року в Нью-Йорку дав сеанс наосліп на 8 дошках проти доволі сильних шахістів (в тому числі англ. майстра Генрі Берда) з результатом +5-1=2
- Йоганн Цукерторт та Джозеф Блекберн проводили сеанси наосліп проти 16 гравців
- Гаррі Пільсбері дав сеанс одночасної гри 1902 року в Москві на 22 шахівницях (19:3; одна поразка і 17 перемог). Всього дав 150 сеансів
- Н. Ф. Острогорський (за іншими даними  — Володимир)  — російський шахіст  — 1904 року зіграв у Москві сеанс наосліп на 23 дошках.
- Ріхард Реті 1919 року дав сеанс наосліп на 24 дошках, 1925 року  — вже на 29 дошках
- Д. Бреєр  — угорський майстер  — провів сеанс одночасної гри на 25 шахівницях
- Олександр Алехін зіграв сеанс наосліп в Чикаго на 32 дошках 16 липня 1934, вигравши 19 партій і програвши 5 при 9 нічиїх.

«За допомогою шахів я виховав свій характер. Шахи, насамперед, вчать бути об'єктивним. У шахах можна стати великим майстром, лише усвідомивши свої помилки й недоліки. Абсолютно так само, як і в житті». «Мені здається, що весь секрет полягає в природженій гостроті пам'яті, яку відповідним чином розвивають ґрунтовне знання шахової дошки та глибоке проникнення в суть шахової гри» (Алехін). «Мабуть, Алехін має найбільш чудову шахову пам'ять, яка коли-небудь існувала» (Капабланка). 
- 1947 року Мігель Найдорф давав сеанс наосліп в Сан-Паулу на 45 дошках (39 перемог, 2 поразки, 4 нічиї)
- Янош Флеш  — угорський майстер (27 років)  — 1960 року в Будапешті провів сеанс наосліп на 52 дошках (32 перемоги, 18 нічиїх і 3 поразки)
- Джордж Колтановський  — провів низку рекордних сеансів наосліп: 1932 року  — на 30 дошках (+20-0=10), 1937 року  — на 34 шахівницях (+24-0=10), а 4 грудня 1960 в Сан-Франциско  — 56 партій (+50-6)  — світовий рекорд!

- Лео Вільямс  — канадський майстер  — обіцяє встановити новий світовий рекорд  — свій перший сеанс він провів у 19 років на 19 дошках і з того часу грає такі сеанси щорічно, збільшуючи число шахівниць на одну кожного року.

Крім сеансів, іноді відбуваються «матчі наосліп»  — наприклад 1892 року Ем. Ласкер  — У. Краузе-Поллок і 2009 року В. Топалов  — Ю. Полгар. 
Також практикуються «турніри наосліп». перший з таких турнірів пройшов у Празі 1874 року  — перемогу в ньому здобув чеський проблеміст Ян Добруський (13,5 очок з 14). Нині щорічно в Монте-Карло проводиться турнір «Амбер», в якому беруть участь 12 лідерів рейтинг-листа ФІДЕ. 2009 року перемогу в цьому турнірі здобув  Левон Аронян. Турнір складається з двоєборств: гра наосліп і швидкі шахи. Сеанси на публіку відрізняються від гри з рівним суперником. Найчастіше з'являються «позіхи», пов'язані з тим, що шахіст концентрується на якійсь частині дошки, де відбувається найголовніше, і випускає з поля зору інше (т. зв. «Тунельний ефект»). 
Нині[коли?] визнано, що майже будь-який майстер може грати принаймні одну гру з зав'язаними очима.